# Lista najwyższych budynków w Houston
Houston jest jednym z największych miast w Stanach Zjednoczonych. Jest ono także jednym z największych skupisk wieżowców w tym kraju. Znajdują się tu 2 budynki przekraczające 300 metrów wysokości. Na miano wieżowców zasługuje jeszcze 38 budynków. Ponad 100 metrów ma około 70. Pierwszy z nich powstał w 1963 roku, następnie jak w większości miast amerykańskich w latach 70. i 80. miasto bardzo szybko zaczęło się rozwijać. Zaczęły powstawać wysokie budowle. W 1982 roku powstał najwyższy JPMorganChase Tower, a w rok później kolejny przeszło 300-metrowy wieżowiec, Wells Fargo Plaza. W trakcie budowy jest jeden budynek, który po ukończeniu znajdzie się na liście wieżowców w tym mieście.

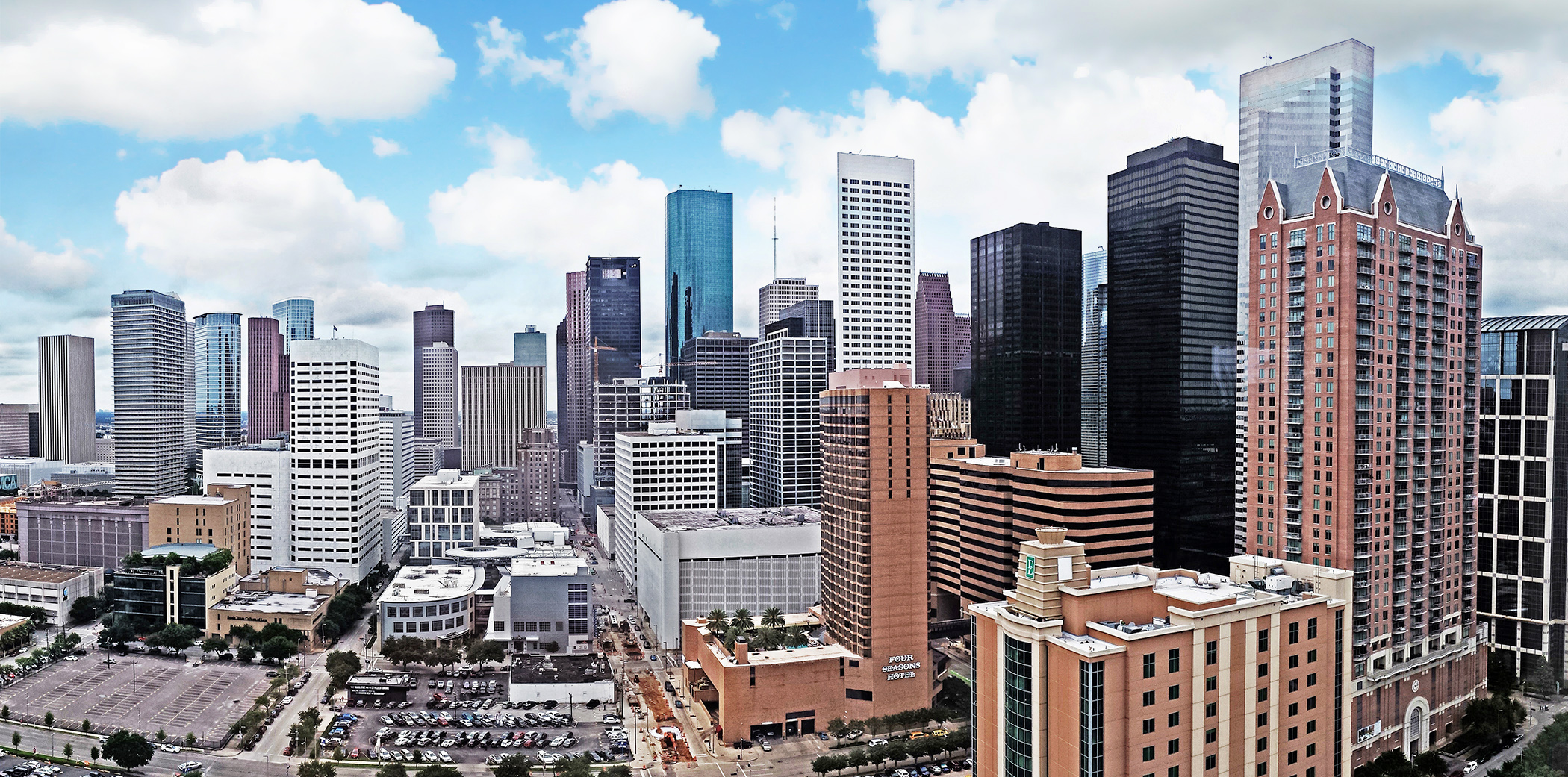
Centrum Houston

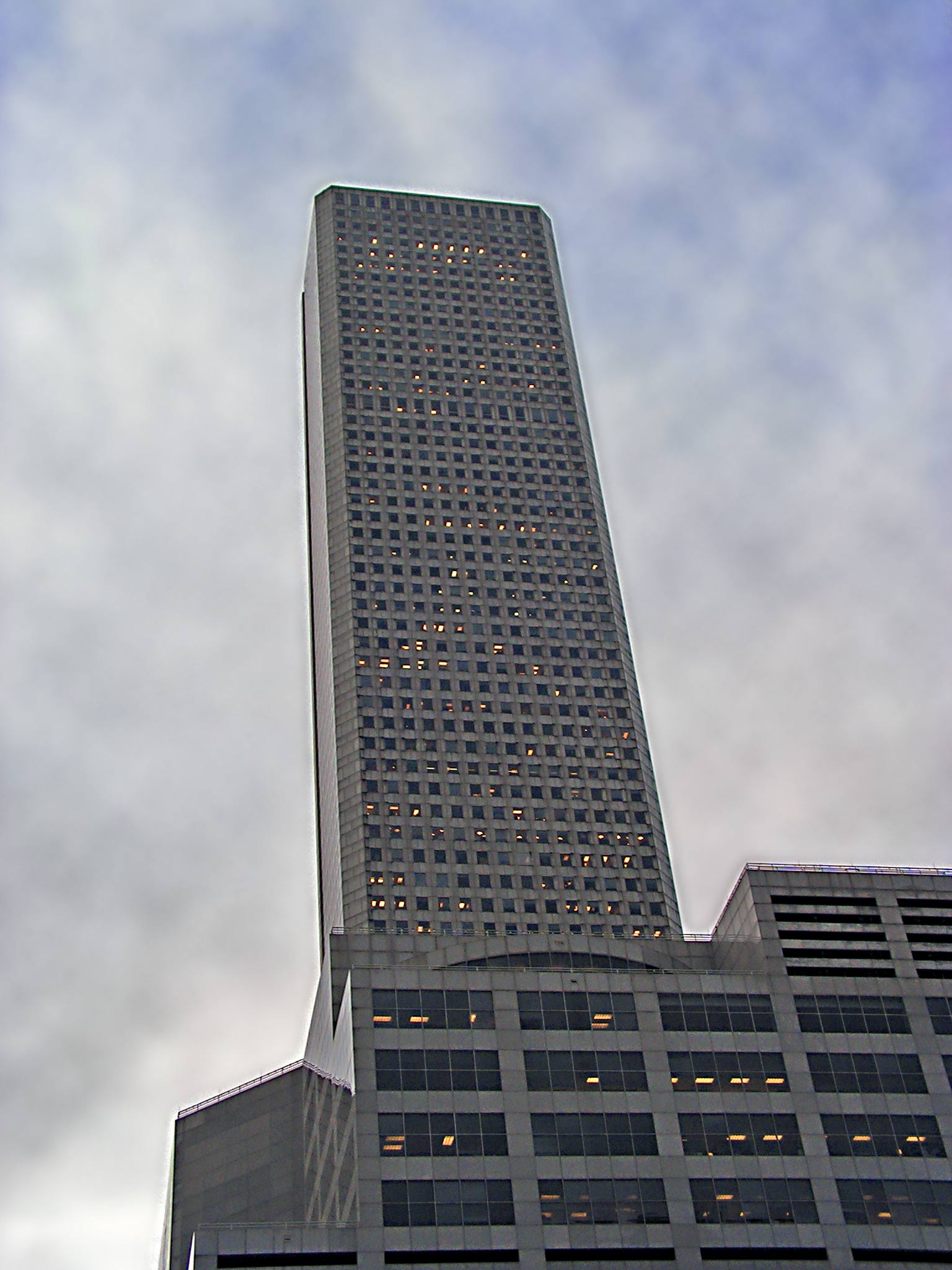
JPMorgan Chase Tower

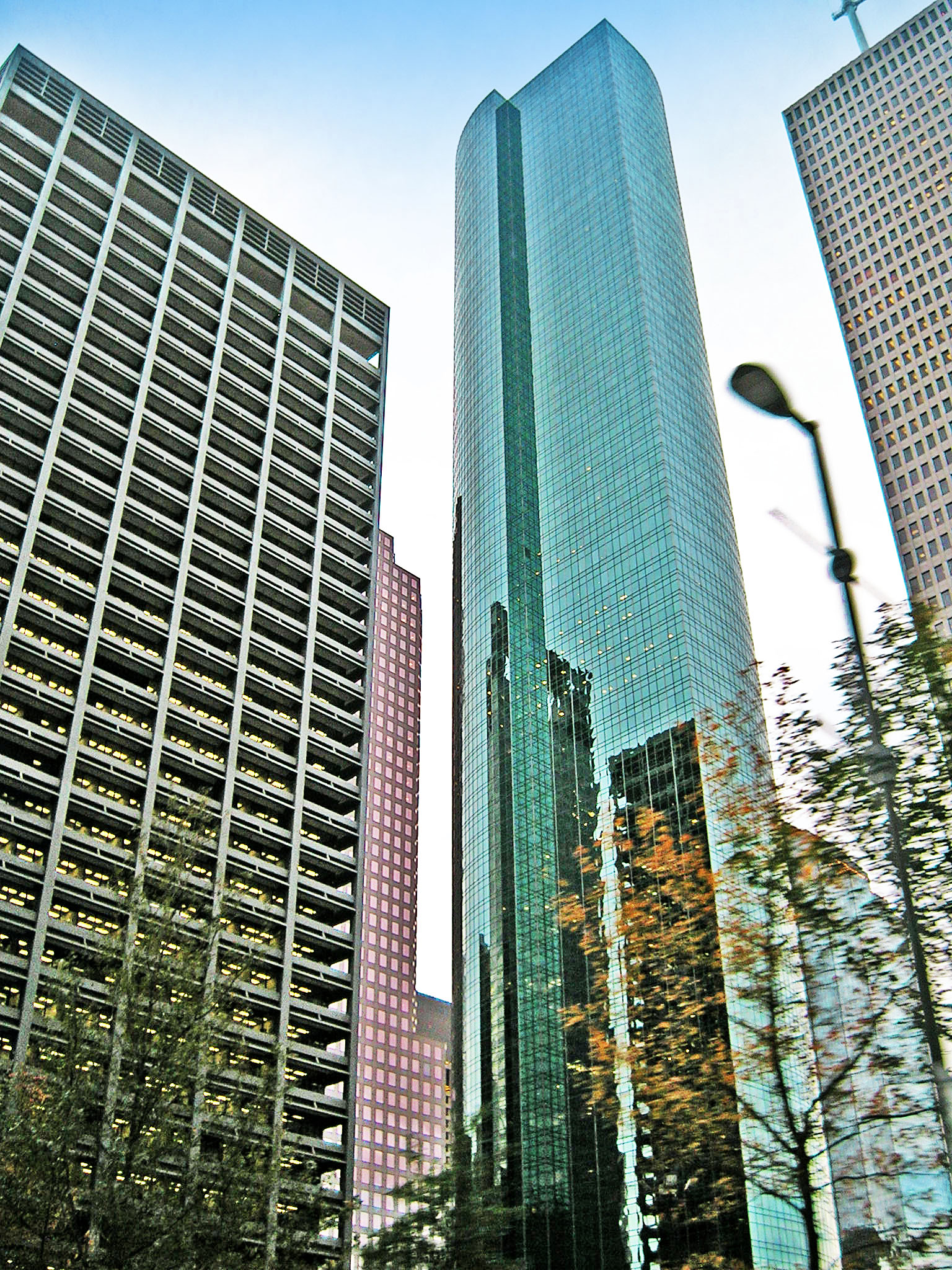
Wells Fargo Plaza

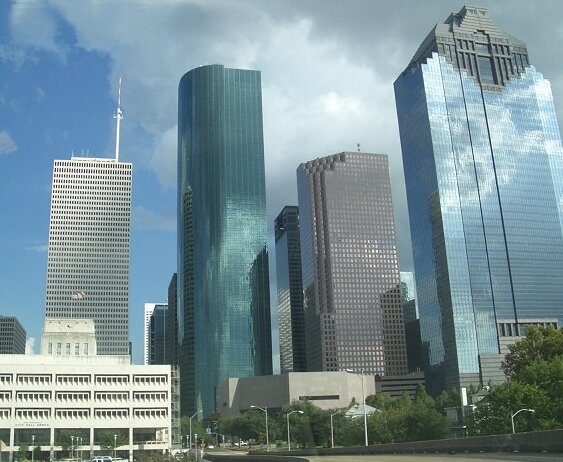
Centrum

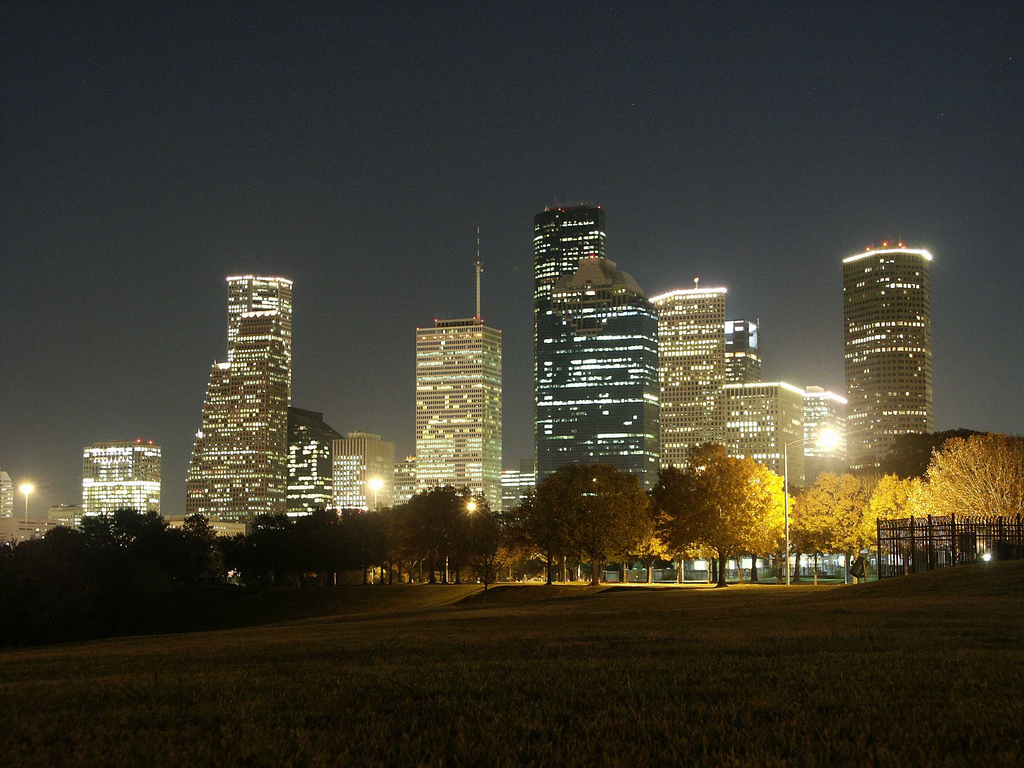
Centrum miasta nocą

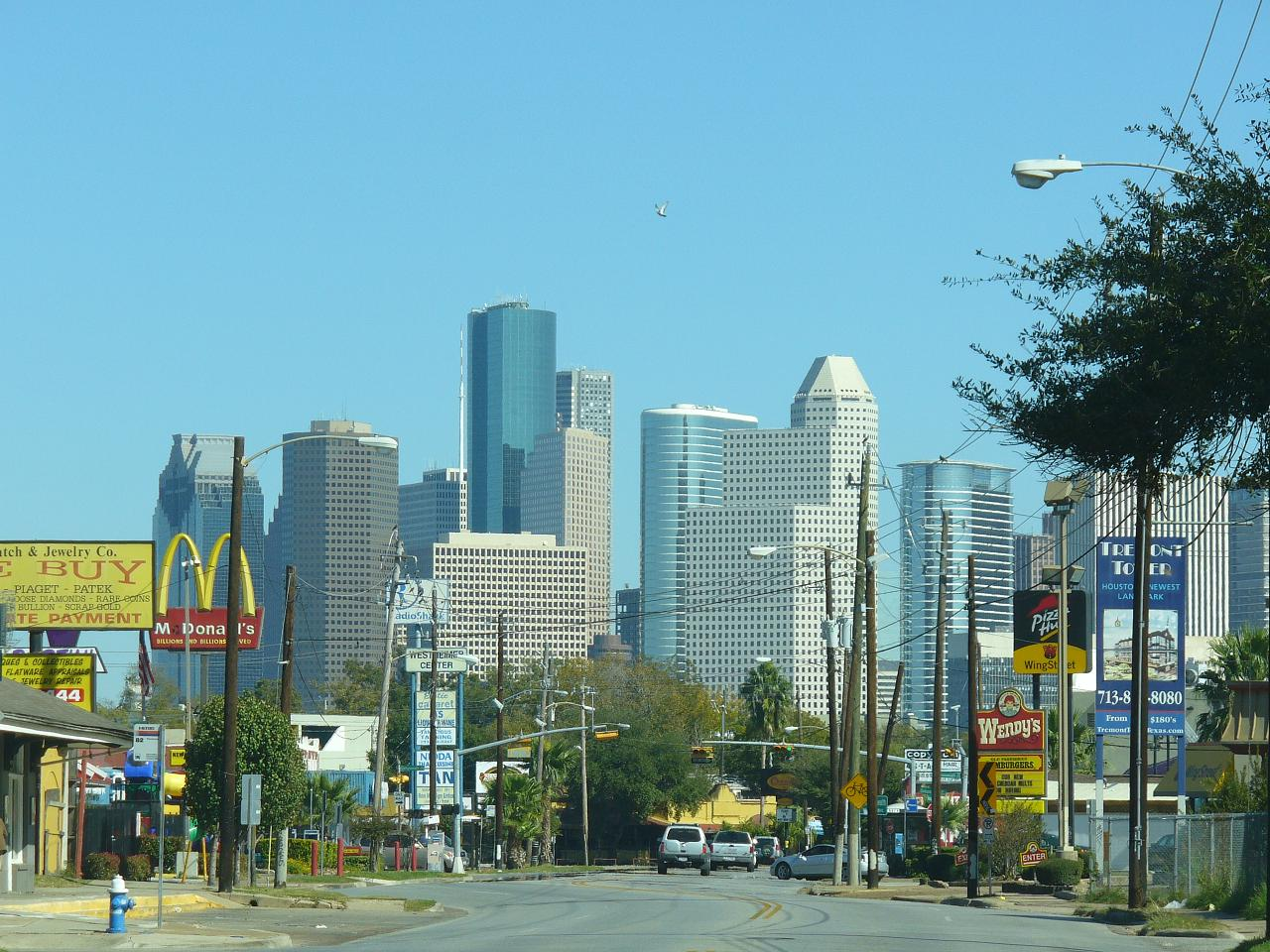
Panorama miasta

## Lista najwyższych budynków w Houston
| Ranking | Budynek                          | Wysokość strukturalna | Liczba pięter | Rok budowy |
| ------- | -------------------------------- | --------------------- | ------------- | ---------- |
| 1.      | JPMorganChase Tower              | 305,4 m               | 75            | 1982       |
| 2.      | Wells Fargo Plaza                | 302,4 m               | 71            | 1983       |
| 3.      | Williams Tower                   | 274,6 m               | 64            | 1983       |
| 4.      | Bank of America Center           | 237,7 m               | 56            | 1983       |
| 5.      | Heritage Plaza                   | 232,3 m               | 53            | 1987       |
| 6.      | 609 Main at Texas                | 230,7 m               | 49            | 2017       |
| 7.      | 1100 Louisiana                   | 230,4 m               | 55            | 1980       |
| 8.      | Centerpoint Energy Plaza         | 225,9 m               | 47            | 1974       |
| 9.      | Texas Tower                      | 224,0 m               | 47            | 2021       |
| 10.     | Continental Center I             | 223,1 m               | 53            | 1984       |
| 11.     | Fullbright Tower                 | 221,0 m               | 52            | 1982       |
| 12.     | One Shell Plaza                  | 217,6 m               | 50            | 1971       |
| 13.     | 1400 Smith Street                | 210,6 m               | 50            | 1983       |
| 14.     | Three Allen Center               | 208,7 m               | 50            | 1980       |
| 15.     | One Houston Center               | 206,6 m               | 47            | 1978       |
| 16.     | First City Tower                 | 201,7 m               | 49            | 1981       |
| 17.     | BG Group Place                   | 192,6 m               | 46            | 2011       |
| 18.     | San Felipe Plaza                 | 191,0 m               | 45            | 1984       |
| 19.     | Exxon Building                   | 185,0 m               | 44            | 1963       |
| 20.     | 1500 Louisiana Street            | 182,9 m               | 40            | 2002       |
| 21.     | American General Center          | 180,0 m               | 42            | 1983       |
| 22.     | Bank of America Tower            | 176,5 m               | 34            | 2018       |
| 22.     | Two Houston Center               | 176,5 m               | 40            | 1974       |
| 24.     | Marathon Oil Tower               | 171,0 m               | 41            | 1983       |
| 25.     | Wedge International Tower        | 168,0 m               | 43            | 1983       |
| 25.     | KBR Tower                        | 168,0 m               | 40            | 1973       |
| 27.     | The Preston Tower                | 167,3 m               | 46            | 2021       |
| 28.     | Memorial Hermann Tower           | 165,2 m               | 35            | 2009       |
| 29.     | 2929 Weslayan                    | 162,5 m               | 40            | 2015       |
| 30.     | Pennzoil Place I                 | 159,4 m               | 36            | 1975       |
| 30.     | Pennzoil Place II                | 159,4 m               | 36            | 1975       |
| 32.     | Devon Energy Center              | 159,0 m               | 36            | 1978       |
| 33.     | Reliant Energy Plaza             | 158,0 m               | 36            | 2003       |
| 33.     | Louisiana Place                  | 158,0 m               | 35            | 1971       |
| 33.     | One Park Place                   | 157,9 m               | 37            | 2009       |
| 36.     | Methodist Outpatient Care Center | 156,1 m               | 26            | 2010       |
| 37.     | The Huntington                   | 165,2 m               | 34            | 1982       |
| 38.     | Market Square Tower              | 153,0 m               | 40            | 2017       |
| 38.     | El Paso Energy Building          | 153,0 m               | 33            | 1963       |
| 40.     | The Post Oak                     | 152,1 m               | 36            | 2018       |

## Powstające budynki
| Ranking | Budynek                             | Wysokość strukturalna | Liczba pięter | Planowany rok ukończenia budowy |
| ------- | ----------------------------------- | --------------------- | ------------- | ------------------------------- |
| 1.      | Thompson Houston Hotel & Residences | 228,9 m               | 58            | 2023                            |
| 2.      | Rosewood Houston                    | –                     | 54-56         | 2024                            |
| 3.      | The Allen Phase                     | 151,2 m               | 36            | 2022                            |